# Billar de caramboles
El billar de caramboles és una família de jocs de billar que juguen dues persones amb tres boles: una de blanca, una de groga (o blanca amb un punt negre) i una de vermella. Un jugador té la bola blanca i l'altre té la groga (o blanca amb un punt negre). L'objectiu del joc és fer caramboles: cada jugador llança la seva bola i ha de fer-la xocar amb les altres dues (la vermella i la del contrincant) amb qualsevol ordre. Una carambola vàlida dona dret a seguir llançant, i en cas de fallar es passa el torn a l'altre jugador. En la modalitat de "billar a tres bandes", abans o entremig de la carambola, la bola del jugador ha d'haver xocat almenys a tres bandes (cantons) de la taula, amb qualsevol ordre. A les competicions oficials, deixen 40 segons com a màxim per llançar cada bola.

## Modalitats
- Lliure: només es restringeixen les cantonades. Es tracen uns triangles a les cantonades i, en finalitzar la jugada, com a mínim una de les dues boles no jugadores ha d'estar fora del triangle.
- Quadre 47/2: sobre la taula es tracen línies, separades 47 cm entre elles, formant quadres i rectangles que tenen la mateixa limitació de la modalitat lliure.
- Quadre 47/1: igual que en l'anterior, però obligant a treure com a mínim una de les boles no jugadores del quadre on era en el moment de fer la tirada.
- Quadre 71/2: la mateixa limitació que en la modalitat "quadre 47/2″ o que en la “lliure", però amb els quadres més grans.
- Quadre 71/1: igual que en la modalitat “quadre 47/1″, però amb els quadres més grans.
- Banda: la bola jugadora ha de tocar almenys una banda abans de completar la jugada.
- Tres bandes: la bola blanca ha de tocar almenys tres bandes, abans de completar la carambola.
- Els tornejos es poden jugar a sets o a "distància". El joc per sets sol ser a 15 caramboles per set i al millor de 5 sets. En el sistema de sets no hi ha límit d'entrades (vegades que el jugador “entra a la taula"). Amb el sistema de "distància" s'especifica el nombre de caramboles objectiu i la quantitat màxima d'entrades. Actualment s'acostuma a jugar a 40 caramboles i 50 entrades o 50 caramboles i 50 entrades.
- Artístic o de Fantasia: consisteix a executar caramboles difícils d'un catàleg de posicions preestablertes i puntuacions predefinides segons la dificultat. Cada jugador té tres intents per figura.